# Модрича
Модрича је градско насеље и сједиште истоимене општине у Републици Српској, БиХ. Према подацима пописа становништва 2013. године, у насељеном мјесту Модрича укупно је пописано 8.996 лица.

## Географија
Налази се у Босанској Посавини. Сам град лежи на реци Босни. У околини су обронци планина Вучијак и Требава.

### Клима
По свом географском положају припада појасу умерено-континенталне климе. Средња годишња температура се креће око 12,5 °C, годишња количина падавина износи 850 литара по метру. У току године има око 80 ведрих, 170 облачних, а остало променљивих дана. Веома богата плодном земљом и малим водотоцима.

## Историја
Модрича као насељено мјесто се први пут се спомиње 1323. у повељи босанског бана Стефана II Котроманића. У овој повељи, кнез Гргур Стјепанић је од босанског бана Стефана II Котроманића добио пет села у тадашњој области Усори: „прво Чечава, друго Храстуш, треће села у Ненавишту Јакеш, Воловић и Модрич.“
Око новосаграђене тврђаве Добора, смењују се догађаји који су предзнак краја босанске државне самосталности. То су сукоби са Мађарима 1393/1394. и 1408, и сеча око 170 босанских великаша на његовим бедемима. Настаје период крвавих сукоба између Мађара и Турака, а локално становништво највише страдава и пати.
Турци коначно освајају Добор и Модричу 1536. године. Турске власти улажу труд око враћања старог становништва и довођења новог, што је поред економских и стратешка потреба. Стање се по становништво поправља.
После великих крсташких ратова Мађарске и католичког Рима против балканског становништва у 14. и 15. вијеку, остало је и у сјеверној Босни католичког становништва, а било је основано и неколико католичких самостана (Модрича, Корај и Тузла). Српско становништво имало је своје богомоље на више места. Доласком Турака на ове просторе, оне су разаране.
Око 16. века има вести о доласку новог становништва. Турски дефтери зову ово становништво Власи. По именима, затим по присуству свештеника, коначно и краја одакле долазе, очигледно је да су ови досељеници Срби.
По Турском освајању дошло је одмах до појаве исламизације хришћанског становништва. Међутим, већ почетком 17. века код нас је тај процес углавном заустављен, али повремено су се појављивали само појединачни случајеви.
Следећа два вијека постаје гранично подручје, што доноси поред пустошења и сталну економску стагнацију.
Једна од познатијих буна српског народа против Турске царевине, је она попа Јовице на Вучијаку 1834. године. Сљедеће деценије обиљежавају честе буне сељака и борба против турског харача.
На основу одредбе Берлинског уговора из 1878, Аустроугарска је са својом војском ушла на територију ондашњег Османског царства. У овом времену Модрича је уврштена 1897. у вароши, каквих је озваничено 66 у аустроугарским провинцијама Босни и Херцеговини. Основно занимање становништва, града и околних села, била је пољопривреда. Основана је Пољопривредна станица на Пољопривредном добру 1876. године. Трговало се углавном стоком, која се извозила у Аустроугарску.
У првим данима 20. века рођена су и културно-просветна друштва, „Просвјета“ (1902), „Гајрет“ (1903), затим „Напредак“ (1904), Српско православно пјевачко друштво „Зора“, Добротворна задруга „Српкиња“, а 1910. „Српски соко“. Друштвени живот муслиманског становништва одвијао се у оквиру „Муслиманске читаонице“, основане 1908. године. Хрвати су били малобројни и економски не тако снажни да би развили већу друштвену активност. Ипак, у Модричи је основано Повереништво друштва „Напредак“ и Римокатоличко погребно друштво „Босна“ (1912).
Модрича за вријеме аустроугарске владавине није остварила већи просперитет, који се очекивао укључењем у већи привредни систем. Сва српска друштва радила су активно до сарајевског атентата, када су забрањена.
Током Првог свјетског рата, Модричани су одвођени у логоре Арад, Шопроњ и Добој. Кроз логор у Добоју је током непуне три године прошло око 45.000 логораша, деце, жена и стараца.
Период између два рата није значајније утицао на развој друштвено-економских прилика. Недостатак било какве индустрије, лоша путна мрежа, дрвени мост преко ријеке Босне — несигуран и сваке године угрожен од стране великих громада леда који се отапа. Једина грана пољопривреде која бележи какав такав раст и развој је воћарство и то шљиварство. Уситњеност пољопривредних поседа, одсуство примене савремених агротехничких мера, мали приноси и презадуженост већине сељака, главне су карактеристике пољопривреде уопште. Близу мјеста се налазило пољопривредно добро "Петар Мркоњић" на 354 хектара, чији је воћни расадник био један од највећих у земљи.

### Други свјетски рат
Почетак Другог свјетског рата обележава улазак њемачке војске у Модричу 16. априла 1941. године.
По одласку њемачке војске 22. јуна на источни фронт, власт у Модричи успоставља НДХ. Почиње прогон, хапшење и одвођење у логоре грађана првенствено српске народности. Проглашени су грађанима другог реда. Укинуте су пензије добијене на основу добровољног учешћа на страни Србије у Првом светском рату. Јеврејима је стављена жута трака око руке, отпуштани су с руководећих мјеста у јавним службама, одузета им је сва имовина, забрањено окупљање. Србима, Јеврејима и Ромима претило је физичко уништење.
Ипак и поред такве власти и притиска на Хрвате и Муслимане од стране својих сународника, који су били у врху власти тзв. НДХ, међу становницима модричке општине (Срби, Хрвати, Муслимани, Јевреји и Роми) су владали добросуседски односи и међусобно разумевање.
- У Модричи су била два већа покоља: на Велики четвртак, 1942. године, када је на ћуприји реке Босне поубијано 14 лица и бачено у воду и на Божић 1944, када је заклано 38 лица.[3][непоуздан извор?]
- На Петровдан 1941. године усташе су у Модричи похапсиле око 20 фамилија, а на њихове домове су ставиле плакате са натписом „ово је својина НДХ“.
- У Модричи су усташе ухапсиле трговце Максима Максимовића, Јову Благојевића и Јову Јанковића и одвели их у затвор у Градачац, а осталим Србима су забранили излазак из кућа.[4]
- 25. августа 1941 — усташе су из малог села Брвна похапсили 15 мирних становника и после мучења, стрељали их.
- 8. септембра 1943 — у Модричу су ушле јединице НОВЈ. Заробљено је 206 домобрана који су касније после истраге скоро сви пуштени кућама. Њемачке јединице поново заузимају Модричу 24. децембра.
- 9. априла 1945 — јединице НОВЈ су поново ушле у Модричу. Од тог дана Модрича почиње да се опоравља од ратних дејстава, а упоредо и друштвени и економски препород.

## Привреда
Од 1945, општина Модрича биљежи знатан и убрзан привредни развој. Већ 14. априла почиње да ради Пољопривредно добро у Модричи, а 1976. пуштена је у рад модерна фарма музних крава, капацитета око 600 грла.
Велики замајац привредном развоју целокупне општине је била пруга, односно изградња пруге Шамац-Сарајево. Године 1947. отпочиње изградња млина „Дуса“, а завршетак изградње и почетак рада 1951. године. Године 1948. у просторијама Електрометалне радионице (касније „Металрад“) инсталирана је динамо-машина, снаге 2kW. Године 1949. основано је занатско предузеће — „Дрворад“ (претеча „8. септембру“, данас „28. јун“). Дана 25. маја 1954, одлуком Народног одбора Среза Модрича, формирана је хемијска занатска радња „Будућност“, која касније мијења име у Рафинерија уља Модрича.

## Спорт
Град је сједиште фудбалског клуба Модрича Алфа и ОК Модрича Оптима.

## Становништво
|             | 2013.          | 1991.           | 1981.           | 1971.           | 1961.           |
| Укупно      | 9 419 (100,0%) | 10 454 (100,0%) | 9 630 (100,0%)  | 7 324 (100,0%)  | 5 032 (100,0%)  |
| Срби        | 6 952 (73,81%) | 2 420 (23,15%)  | 1 841 (19,12%)  | 1 428 (19,50%)  | 1 889 (37,54%)  |
| Бошњаци     | 1 836 (19,49%) | 5 252 (50,24%)1 | 4 815 (50,00%)1 | 4 910 (67,04%)1 | 2 470 (49,09%)1 |
| Роми        | 168 (1,784%)   | –               | 38 (0,395%)     | 3 (0,041%)      | –               |
| Хрвати      | 157 (1,667%)   | 1 134 (10,85%)  | 838 (8,702%)    | 732 (9,995%)    | 461 (9,161%)    |
| Неизјашњени | 104 (1,104%)   | –               | –               | –               | –               |
| Муслимани   | 55 (0,584%)    | –               | –               | –               | –               |
| Босанци     | 50 (0,531%)    | –               | –               | –               | –               |
| Остали      | 31 (0,329%)    | 301 (2,879%)    | 138 (1,433%)    | 49 (0,669%)     | 36 (0,715%)     |
| Православци | 16 (0,170%)    | –               | –               | –               | –               |
| Непознато   | 15 (0,159%)    | –               | –               | –               | –               |
| Црногорци   | 13 (0,138%)    | –               | 29 (0,301%)     | 25 (0,341%)     | 25 (0,497%)     |
| Југословени | 11 (0,117%)    | 1 347 (12,89%)  | 1 904 (19,77%)  | 154 (2,103%)    | 118 (2,345%)    |
| Словенци    | 6 (0,064%)     | –               | 4 (0,042%)      | 3 (0,041%)      | 13 (0,258%)     |
| Македонци   | 2 (0,021%)     | –               | 3 (0,031%)      | 4 (0,055%)      | 16 (0,318%)     |
| Украјинци   | 2 (0,021%)     | –               | –               | –               | –               |
| Албанци     | 1 (0,011%)     | –               | 15 (0,156%)     | 12 (0,164%)     | 1 (0,020%)      |
| Мађари      | –              | –               | 5 (0,052%)      | 4 (0,055%)      | 3 (0,060%)      |

1. 1 На пописима од 1971. до 1991. Бошњаци су пописивани углавном као Муслимани.

## Знамените личности
- Велибор Чолић, српски књижевник
- Милан Јелић, српски економиста, бивши председник Републике Српске
- Авдо Карабеговић, српски песник
- Нада Топчагић, српска певачица
- Никола Никић, бивши фудбалер Модриче, Жељезничара, Ариса и Видеотона.
- Александар Околић, српски одбојкаш
- Станко Благојевић, лекар, народни посланик у првој Народној скупштини Републике Српске
- Марта Савић, српска певачица
- Асим Сарван, музичар, С времена на време

## Градови побратими
- Уб, Србија
- Миљијаро, Италија